# Kon Hidemi

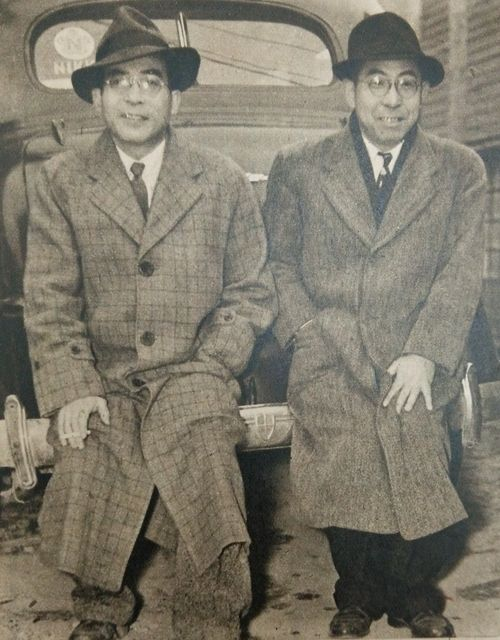
Kon (links) mit Oguni Hideo, 1948

Kon Hidemi (japanisch 今 日出海; * 6. November 1903 auf Hokkaidō; † 30. Juli 1984 in Kamakura) war ein japanischer Schriftsteller und Essayist.

## Leben
Der jüngere Bruder des Romanautors und Politikers Kon Tōkō studierte in Tokio. Hier schloss er sich der Schauspielergruppe Kokoroza an, der auch Kawarasaki Chōjūrō angehörte. Daneben arbeitete er für Literaturzeitschriften wie Bungei Shuto, Sakuhin, Kodo und Bugakukei, wo er Literaturkritiken, Essays und einige Übersetzungen von Werken André Gides veröffentlichte.
1941 kam er als Mitglied des Pressekorps der japanischen Armee auf die Philippinen. Seine Erlebnisse hier verarbeitete er in der Erzählung Sanchū Hōrō (山中放浪), „Umherstreifen in den Bergen“. Für die Kurzgeschichte Tennō no Boshi (天皇の帽子), „Der Hut des Tennō“,  erhielt er 1950 den Naoki-Preis. Später entstand Miki Kiyoshi ni Okeru Ningen no Kenkyu, die fiktive Biographie des Philosophen Miki Kiyoshi.
Während seiner Tätigkeit beim Kulturministerium 1945–46 gründete Kon das Japan Art Festival. 1968 wurde er Generaldirektor des neu gegründeten Amtes für Kulturangelegenheiten, 1972 schließlich wurde er Präsident der Japan-Stiftung, die sich dem internationalen Kulturaustausch widmet.